# Johanne Moltisdatter
Johanne Moltisdatter, kallad Kloge Johanne, död 31 oktober 1620, var en dansk kvinna som avrättades för häxeri i Ribe, vars protokoll från 1572–1652 är de mest välbevarade av alla danska häxprocesser, och därför har blivit de bäst undersökta av de danska häxprocesserna. Hon var ett av offren för den stora häxjakt som ägde rum i Danmark efter införandet av Trolddomsforordningen af 1617.
Hon var verksam som respekterad klok gumma i Ribe. 1620 inkallades hon av rätten som expertvittne under rättegången mot den gamla tiggaren Birthe Olufsdatter, som hade angetts av Morten Brunsvig för att ha orsakat hans hustru Volbergs död genom trolldom efter att de nekat den hemlösa Olufsdatter en plats att sova. Birthe Olufsdatter erkände sig skyldig under tortyr men hon angav inga medbrottslingar och heller inga konkreta uppgifter om sig själv. Johanne Moltisdatter tillfrågades om det ärr Birthe Olufsdatter hade på ryggen hade tillkommit på naturlig väg. Johanne förklarade att hon både kunde signa och mana och framkalla döden och att Birthe tidigare hade konsulterat henne om ärret och att det då inte alls varit en brännböld utan haft märket av djävulens hästsko. 
Detta vittnesmål gjorde att Birthe Olufsdatter kunde avrättas, men också att Johanne Moltisdatter själv åtalades, dömdes och brändes. Hon kunde lätt dömas, då hon fritt erkände att hon kunde trolla, eftersom hon hävdade att hennes förmåga kom från Jesus och inte Satan.